# Наталія Немчинова
Наталія Немчинова (нар. 10 червня 1975) — колишня українська тенісистка.
Найвищу одиночну позицію світового рейтингу — 441 місце досягла 9 вересня 1996, парну — 247 місце — 21 серпня 1995 року.
Здобула 1 одиночний та 10 парних титулів.
Завершила кар'єру 2000 року.

## Фінали ITF
| турніри $100,000 |
| турніри $75,000  |
| турніри $50,000  |
| турніри $25,000  |
| турніри $10,000  |

### Одиночний розряд (1–0)
| Результат | Ранг | Дата           | Турнір        | Покриття  | Суперниця    | Рахунок            |
| --------- | ---- | -------------- | ------------- | --------- | ------------ | ------------------ |
| Перемога  | 1.   | 23 жовтня 1995 | Самара, Росія | Килим (i) | Анна Лінкова | 6–4, 3–6, 7–6(7–3) |

### Парний розряд (10–5)
| Результат | Ранг | Дата            | Турнір                    | Покриття   | Партнерка           | Суперниці                               | Рахунок                 |
| --------- | ---- | --------------- | ------------------------- | ---------- | ------------------- | --------------------------------------- | ----------------------- |
| Перемога  | 1.   | 11 жовтня 1993  | Москва, Росія             | Тверде (i) | Яна Дороднова       | Natalia Noreiko Марина Стець            | 6–7(5–7), 6–2, 6–3      |
| Поразка   | 2.   | 23 травня 1994  | Лодзь, Польща             | Ґрунт      | Євгенія Куликовська | Валерія Страппа Валентіна Соларі        | 6–3, 5–7, 4–6           |
| Перемога  | 3.   | 30 травня 1994  | Битом, Польща             | Ґрунт      | Євгенія Куликовська | Талина Бейко Тетяна Циганій             | 6–2, 3–6, 6–2           |
| Перемога  | 4.   | 22 серпня 1994  | Горб-ам-Неккар, Німеччина | Ґрунт      | Євгенія Куликовська | Мартіна Гаутова Сімона Недоростова      | 6–2, 6–2                |
| Поразка   | 5.   | 29 серпня 1994  | Бад-Наугайм, Німеччина    | Ґрунт      | Євгенія Куликовська | Рената Кохта Алена Вашкова              | 3–6, 6–1, 4–6           |
| Перемога  | 6.   | 26 вересня 1994 | Малий Лошинь, Хорватія    | Ґрунт      | Ольга Іванова       | Бланка Кумбарова Александра Ольша       | 6–3, 6–7(5–7), 7–6(7–5) |
| Перемога  | 7.   | 5 червня 1995   | Лодзь, Польща             | Ґрунт      | Євгенія Куликовська | Теодора Недева Хрістіна Захаріду        | 6–7(2–7), 6–3, 6–3      |
| Поразка   | 8.   | 12 червня 1995  | Битом, Польща             | Ґрунт      | Євгенія Куликовська | Теодора Недева Катажина Теодорович      | 2–6, 2–6                |
| Перемога  | 9.   | 10 липня 1995   | Ольштин, Польща           | Ґрунт      | Марина Стець        | Катажина Малець Катажина Теодорович     | 6–2, 6–2                |
| Перемога  | 10.  | 17 липня 1995   | Торунь, Польща            | Ґрунт      | Моніка Машталіржова | Яна Мацурова Мілена Неквапілова         | 6–3, 7–6                |
| Поразка   | 11.  | 23 жовтня 1995  | Самара, Росія             | Килим (i)  | Анна Лінкова        | Наталія Єгорова Марія Марфіна           | 1–6, 0–6                |
| Перемога  | 12.  | 30 жовтня 1995  | Москва, Росія             | Тверде (i) | Анна Лінкова        | Natalia Noreiko Марина Стець            | 6–2, 2–6, 6–3           |
| Перемога  | 13.  | 20 травня 1996  | Ольштин, Польща           | Ґрунт      | Марина Стець        | Корнелія Ґрюнес Лоретта Шілс            | 0–6, 6–0, 7–5           |
| Перемога  | 14.  | 8 вересня 1996  | Донецьк, Україна          | Ґрунт      | Марія Марфіна       | Ангеліна Здоровицька Ганна Запорожанова | 6–4, 6–2                |
| Поразка   | 15.  | 13 липня 1998   | Харків, Україна           | Ґрунт      | Наталія Бондаренко  | Тетяна Ковальчук Надія Островська       | 1–6, 6–3, 1–6           |